# 1946年の相撲
1946年の相撲（1946ねんのすもう）は、1946年の相撲関係のできごとについて述べる。

## できごと

### アマチュア
- 11月、第1回国民体育大会秋季大会で相撲競技が実施された。会場は奈良県の橿原道場[1]（奈良県立橿原公苑の前身）。

### 大相撲
- 3月、年寄二所ノ関（元関脇・玉ノ海梅吉）が戦犯容疑で連合軍に呼ばれるが、4月に無罪釈放。元横綱・男女ノ川が衆議院議員選挙に立候補し、落選。
- 4月、京都準場所、晴天10日間。横綱羽黒山優勝。
- 5月、8代三保ヶ関の急死により三保ヶ関部屋が閉鎖。（1950年再興）
- 6月、国技館の修理工事遅延のため、本場所は戦後初の開催中止。
  - 同月、大阪準場所、晴天11日間、前頭2枚目琴錦優勝。
- 9月、両国国技館は進駐軍により「メモリアル・ホール」と改称。
- 11月、メモリアル・ホールで秋場所開催。力道山が新入幕。相撲協会は大蔵省、勧銀と協力し、相撲くじを発売（この場所限り）。場所の11日目に皇太子（現・明仁上皇）が観戦。場所後のメモリアル・ホール土俵で、露払い・照國、太刀持ち羽黒山を従え、双葉山の引退時津風襲名披露大相撲。場所後の番付編成会議で汐ノ海の大関昇進決定。横綱・安藝ノ海引退、年寄不知火襲名。

## 本場所
- 十一月場所（メモリアルホール、16～26日）
幕内最高優勝 : 羽黒山政司（13勝0敗,4回目）
優勝旗手　:　三根山隆司
十両優勝 : 岩平貞雄（10勝3敗）

## 誕生
- 1月2日 - 乾龍初太郎（最高位：十両5枚目、所属：二所ノ関部屋→押尾川部屋）
- 1月12日 - 大鷲平（最高位：前頭3枚目、所属：若松部屋）[2]
- 1月21日 - 大竜川一男（最高位：前頭筆頭、所属：三保ヶ関部屋）[3]
- 2月23日 - 坤龍文一郎（最高位：十両12枚目、所属：二所ノ関部屋）
- 5月4日 - 玄武満（最高位：十両7枚目、所属：立浪部屋）
- 5月7日 - 栃葉山暁輝（最高位：十両9枚目、所属：春日野部屋、+ 1992年【平成4年】）
- 6月8日 - 栃富士勝健（最高位：前頭3枚目、所属：春日野部屋、+ 2003年【平成15年】）[3]
- 6月30日 - 羽黒岩智一（最高位：小結、所属：立浪部屋、+ 2016年【平成28年】）[4]
- 7月2日 - 和錦克年（最高位：前頭13枚目、所属：春日野部屋、+ 2008年【平成20年】）[5]
- 8月7日 - 常の山日出男（最高位：十両12枚目、所属：出羽海部屋）
- 9月26日 - 藤ノ川武雄（最高位：関脇、所属：伊勢ノ海部屋）[6]
- 10月29日 - 35代木村庄之助（元・立行司、所属：立浪部屋）[7]
- 11月7日 - 若葉山強（最高位：十両5枚目、所属：時津風部屋）
- 11月14日 - 丸山孝彦（最高位：前頭13枚目、所属：時津風部屋）[8]

## 死去
- 1月24日 - 常陸嶌朝次郎（最高位：前頭5枚目、所属：出羽海部屋、* 1897年【明治30年】）[9]
- 4月20日 - 小柳芦太郎（最高位：前頭2枚目、所属：高砂部屋、* 1878年【明治11年】）[10]
- 4月28日 - 紫雲竜吉之助（最高位：前頭筆頭、所属：高砂部屋→阿武松部屋、年寄：阿武松、* 1882年【明治15年】）[11]
- 5月 - 8代三保ヶ関（元十両滝ノ海、生年不詳）
- 8月13日 - 柏戸宗五郎（最高位：小結、所属：伊勢ノ海部屋、年寄：伊勢ノ海、* 1881年【明治14年】）[12]
- 8月25日 - 朝明重男（最高位：十両3枚目（現役没）、所属：高砂部屋、* 1914年【大正3年】）
- 9月15日 - 小嶌川庄吉（最高位：前頭5枚目、所属：立浪部屋、年寄：八角 * 1914年【大正3年】）[13]